# اسماعیل دهقانی
اسماعیل دهقانی (انگلیسی: Ismail Dahqani؛ زادهٔ ۹ ژوئیهٔ ۱۹۹۱) یک ورزشکار است.